# Jumbo Jet (Six Flags Great Adventure)
Jumbo Jet was een kleine compacte stalen achtbaan in Six Flags Great Adventure. Op de park plattegronden was de achtbaan bekend onder The Screamer. De achtbaan was van het model Jumbo Jet en was gebouwd door Schwarzkopf.

## Geschiedenis
De achtbaan stond oorspronkelijk in Canada in Canadian National Exhibition. Daar opende de baan in 1972. Wanneer exact de baan daar gesloten en afgebroken is, is onbekend. In 1975 vervolgens werd hij opgebouwd in het Amerikaanse park Six Flags Great Adventure. In juli dat jaar was de baan klaar, maar hij is voor zover bekend altijd SBNO gebleven en nooit geopend voor publiek. Een reden hiervoor is niet bekend. Ongeveer een maand na het bouwen werd reeds met de afbraak begonnen.
Wat er daarna gebeurde, waar de Jumbo Jet nu is en of hij nog bestaat, is niet geweten. 